# ダーティー・ブギ
『ダーティー・ブギ』 (THE DIRTY BOOGIE) とはアメリカのビッグ・バンド、ブライアン・セッツァー・オーケストラが1998年にリリースしたアルバム。

## 解説
ブライアン自身ストレイ・キャッツ以来15年ぶりに全米チャートのトップ10入りを果たした作品。アメリカ国内でダブル・プラチナ・ディスクに輝き、全世界で300万枚のセールスを記録する大ヒットとなった。のみならずグラミー賞において、収録曲「スリープウォーク」が＜最優秀ポップ・インストゥルメンタル＞、「ジャンプ・ジャイヴ・アン・ウェイル」が＜最優秀ポップ・ヴォーカル・デュオ／グループ＞の両部門をそれぞれ受賞する快挙を達成し、全米にスウィング・ブームが起こった。また、その当時ブライアンと共にインタースコープに所属していたグウェン・ステファニーがゲスト参加し、映画「ラスベガス万才」でのエルヴィス・プレスリーとアン＝マーグレットのデュエットで知られる「ユア・ザ・ボス」をブライアンとデュエットしている。

## 収録曲
14.は日本盤ボーナストラック
1. ジス・キャッツ・オン・ア・ホット・ティン・ルーフ - This Cat's On A Hot Tin Roof
2. ダーティー・ブギ - Dirty Boogie
3. 恋のロカビリーハウス - This Old House
4. レッツ・リヴ・イット・アップ - Let's Live It Up
5. スリープウォーク - Sleepwalk
6. ジャンプ・ジャイヴ・アン・ウェイル - Jump Jive An' Wail
7. ユア・ザ・ボス - You're The Boss
8. ロックタウンは恋の街 - Rock This Town
9. 愛は涙にぬれて - Since I Don't Have You
10. スウィッチブレード327 - Switchblade 327
11. ノージー・ジョー - Nosey Joe
12. ハリウッド・ノクターン - Hollywood Nocturne
13. アズ・ロング・アズ・アイム・シンギン - As Long As I'm Singin'
14. フライ・ジュース - Fly Juice